# ニコラ・フォルミケッティ
ニコラ・フォルミケッティ（イタリア語: Nicola Formichetti、1977年5月31日 - ）は、イタリア人のファッションデザイナー。静岡県沼津市出身。現在は、ニューヨーク在住。
UNIQLOファッション・ディレクター、及びDIESELクリエイティブ・ディレクター。

## 来歴
イタリア人の父と日本人の母を持ち、12年間日本で過ごした。沼津市立第五小学校を卒業。その後、ロンドンへ留学し、ファッションの道へと進む。
2008年からは日本のファッション雑誌『VOGUE HOMME』にてクリエイティブ・ディレクターを務める。2009年からはLADY GAGAのクリエイティブ・ディレクターを務め、彼女のスタイリングやミュージック・ビデオのディレクションを担当。生肉ドレスやロブスターの帽子など、そのファッションは毎回大きな話題になる。
彼女をトップスターへ押し上げるために、大きく貢献する。
2010年にはブリティッシュ・ファッション・アワードにて、イザベラ・ブロウ賞を受賞。世界一のクリエイターの称号を得るとともに、ファッション業界で最も影響力のある一人に選ばれる。
2011年からは、自身のオリジナルレーベルである「NICOPANDA」を設立。現在も、クリエイティブ・ディレクターとして精力的に活動しており、自身でコレクションを実施するなど、海外のファッションニュースやファンの間で話題となっている。
2013年からはイタリアのファッションブランド「DIESEL」のクリエイティブ・ディレクター、日本のファッションブランド「UNIQLO」のファッションディレクターを務めており、世界の第一線で活躍中。
2021年1月に、日本を代表するスキーブランドとして知られる「フェニックス（PHENIX）」のクリエイティブ・ディレクターに就任することが発表された。